# 赤い帽子の女
『赤い帽子の女』（あかいぼうしのおんな）は、黙陽によるポルノグラフィである。大正年間に団体「相対会」の機関紙に発表された。芥川龍之介のペンネームによる作と伝えられる。しかし現在では彼の作ではないとする意見が主流を占めている。神代辰巳監督によって1982年に同名で映画化された。

## あらすじ
パリからベルリンに到着した男が、売春婦と公園で性交に及ぶが、挿入を果たせず終わる。男は別の女をホテルに呼んで、挿入を果たす。

## 映画
『赤い帽子の女』（あかいぼうしのおんな、Die Frau mit dem roten Hut）は、1982年10月16日公開の日本映画。

### キャスト
- 私 - 永島敏行
- 赤い帽子の女 - クリスティーナ・ファン・アイク
- 東野 - 泉谷しげる
- S・A・オフィサー - アレクサンダー・ステファン
- タンデム・レーサー - ベルント・ステファン
- 男優 - エルハルド・ハルトマン
- 女優 - ヴェロニカ・ファン・クアスト

### スタッフ
- 監督 - 神代辰巳
- 助監督 - 磯村一路、スザンネ・シムカス
- プロデューサー - 若松孝二、原正人
- プロデューサー補 - ホルスト・シャファー、ゲオルグ・ウットー
- 原案 - 岩下和男、山下健一郎
- 脚本 - 内田栄一
- 撮影 - 姫田真佐久
- 美術 - ゲルト・B・ヴェンツキー
- 録音 - 杉崎喬
- 照明 - ピーター・コショレック
- 編集 - 菊池純一
- 音楽 - 深町純
- スチール - トーマス・ユルゲン
- 記録 - 深町あかね
- 製作 - 若松プロダクション・ヘラルド・エース・モノプロテロスフィルムプロ
- 配給 - 日本ヘラルド